# فرودگاه سنت المو
فرودگاه سنت المو (به انگلیسی: St. Elmo Airport) یک فرودگاه همگانی بهره‌برداری هوایی است که یک باند فرود آسفالت دارد و طول باند آن ۱۲۱۹ متر است. این فرودگاه در کشور ایالات متحده آمریکا قرار دارد و در ارتفاع ۴۰ متری از سطح دریا واقع شده است.